# دانيلو سوزا كامبوس
دانيلو سوزا كامبوس (بالبرتغالية: Danilo Sousa Campos‏) (13 يناير 1990 بساو لويز في البرازيل - ) هو لاعب كرة قدم بلجيكي وبرازيلي في مركز الوسط .
 شارك مع منتخب بلجيكا تحت 18 سنة لكرة القدم ومنتخب بلجيكا تحت 19 سنة لكرة القدم ومنتخب بلجيكا تحت 20 سنة لكرة القدم ومنتخب بلجيكا تحت 21 سنة لكرة القدم. أما مع النوادي، فقد لعب مع أنطاليا سبور وأياكس أمستردام وستاندارد لييج وميتالورغ دونيتسك ونادي دنيبرو دنيبروبتروفسك وشباب أياكس ونادي موردوفيا سارانسك.

## وصلات خارجية
- دانيلو سوزا كامبوس على موقع الاتحاد الأوربي (الإنجليزية)
- دانيلو سوزا كامبوس على موقع اتحاد تركيا (لاعب) (الإنجليزية)
- دانيلو سوزا كامبوس على موقع اتحاد أوكرانيا (الإنجليزية)
- دانيلو سوزا كامبوس على موقع قاعدة بيانات كرة القدم.إي يو (الإنجليزية)
- دانيلو سوزا كامبوس على موقع Soccerway.com (الإنجليزية)
- دانيلو سوزا كامبوس على موقع عالم كرة القدم.نت (الإنجليزية)
- دانيلو سوزا كامبوس على موقع AS.com (الإسبانية)